# Campeonato Maranhense 1999
In 1999 werd het 80ste Campeonato Maranhense gespeeld voor voetbalclubs uit Braziliaanse staat Maranhão. De competitie werd georganiseerd door de FMF en werd gespeeld van 11 februari tot 22 juli. Maranhão werd kampioen. 

## Eerste Toernooi

### Eerste fase

#### Groep A
| Plaats | Club           | Wed. | W | G | V | Saldo | Ptn. |
| ------ | -------------- | ---- | - | - | - | ----- | ---- |
| 1.     | Sampaio Corrêa | 4    | 4 | 0 | 0 | 10:3  | 12   |
| 2.     | Americano      | 4    | 1 | 1 | 2 | 4:7   | 4    |
| 3.     | Imperatriz     | 4    | 0 | 1 | 3 | 2:6   | 1    |

|  | Geplaatst voor tweede fase |

#### Groep B
| Plaats | Club        | Wed. | W | G | V | Saldo | Ptn. |
| ------ | ----------- | ---- | - | - | - | ----- | ---- |
| 1.     | Moto Club   | 4    | 3 | 0 | 1 | 9:5   | 9    |
| 2.     | Pindaré     | 4    | 3 | 0 | 1 | 7:5   | 9    |
| 3.     | Boa Vontade | 4    | 0 | 0 | 4 | 2:8   | 0    |

|  | Geplaatst voor tweede fase |

#### Groep C
| Plaats | Club     | Wed. | W | G | V | Saldo | Ptn. |
| ------ | -------- | ---- | - | - | - | ----- | ---- |
| 1.     | Maranhão | 4    | 3 | 1 | 0 | 7:5   | 10   |
| 2.     | Bacabal  | 4    | 2 | 1 | 1 | 10:3  | 7    |
| 3.     | Caxiense | 4    | 0 | 0 | 4 | 2:11  | 0    |

|  | Geplaatst voor tweede fase |

#### Groep D
| Plaats | Club        | Wed. | W | G | V | Saldo | Ptn. |
| ------ | ----------- | ---- | - | - | - | ----- | ---- |
| 1.     | Viana       | 4    | 2 | 1 | 1 | 12:8  | 7    |
| 2.     | Ferroviário | 4    | 2 | 1 | 1 | 12:8  | 7    |
| 3.     | Açailandia  | 4    | 1 | 0 | 3 | 4:12  | 3    |

|  | Geplaatst voor tweede fase |

### Tweede fase

#### Groep E (heen)
| Plaats | Club           | Wed. | W | G | V | Saldo | Ptn. |
| ------ | -------------- | ---- | - | - | - | ----- | ---- |
| 1.     | Maranhão       | 3    | 2 | 1 | 0 | 3:1   | 7    |
| 2.     | Sampaio Corrêa | 3    | 2 | 0 | 1 | 6:4   | 6    |
| 3.     | Moto Club      | 3    | 1 | 1 | 1 | 7:5   | 4    |
| 4.     | Viana          | 3    | 0 | 0 | 3 | 1:7   | 0    |

|  | Geplaatst voor finale eerste toernooi |

#### Groep E (terug)
| Plaats | Club           | Wed. | W | G | V | Saldo | Ptn. |
| ------ | -------------- | ---- | - | - | - | ----- | ---- |
| 1.     | Moto Club      | 3    | 2 | 1 | 0 | 5:2   | 7    |
| 2.     | Sampaio Corrêa | 3    | 2 | 0 | 1 | 7:3   | 6    |
| 3.     | Maranhão       | 3    | 1 | 0 | 2 | 4:8   | 3    |
| 4.     | Viana          | 3    | 0 | 1 | 2 | 3:6   | 1    |

|  | Geplaatst voor finale eerste toernooi |

### Finale
|                           |           |       |          |  |
| 25 april Eerste wedstrijd | Moto Club | 1 – 2 | Maranhão |  |
| 25 april Eerste wedstrijd |           |       |          |  |

|                           |           |       |          |  |
| 29 april Tweede wedstrijd | Moto Club | 1 – 1 | Maranhão |  |
| 29 april Tweede wedstrijd |           |       |          |  |

|                       |           |       |          |  |
| 2 mei Derde wedstrijd | Moto Club | 1 – 1 | Maranhão |  |
| 2 mei Derde wedstrijd |           |       |          |  |

## Tweede toernooi

### Eerste fase

#### Groep A
| Plaats | Club           | Wed. | W | G | V | Saldo | Ptn. |
| ------ | -------------- | ---- | - | - | - | ----- | ---- |
| 1.     | Sampaio Corrêa | 5    | 4 | 1 | 0 | 8:3   | 13   |
| 2.     | Moto Club      | 5    | 2 | 2 | 1 | 8:6   | 8    |
| 3.     | Americano      | 5    | 2 | 2 | 1 | 6:6   | 8    |
| 4.     | Maranhão       | 5    | 1 | 2 | 2 | 4:5   | 5    |
| 5.     | Viana          | 5    | 1 | 1 | 3 | 3:4   | 4    |
| 6.     | Pindaré        | 5    | 0 | 2 | 3 | 4:9   | 2    |

|  | Geplaatst voor finale groep A |

#### Groep B
| Plaats | Club        | Wed. | W | G | V | Saldo | Ptn. |
| ------ | ----------- | ---- | - | - | - | ----- | ---- |
| 1.     | Bacabal     | 5    | 4 | 0 | 1 | 11:7  | 12   |
| 2.     | Caxiense    | 5    | 3 | 1 | 1 | 11:3  | 10   |
| 3.     | Imperatriz  | 5    | 3 | 0 | 2 | 9:5   | 9    |
| 4.     | Ferroviário | 5    | 1 | 2 | 2 | 6:13  | 5    |
| 5.     | Açailandia  | 5    | 1 | 1 | 3 | 4:9   | 4    |
| 6.     | Boa Vontade | 5    | 0 | 2 | 3 | 5:9   | 2    |

|  | Geplaatst voor derde fase |

### Tweede fase

#### Groep A
| Plaats | Club           | Wed. | W | G | V | Saldo | Ptn. |
| ------ | -------------- | ---- | - | - | - | ----- | ---- |
| 1.     | Maranhão       | 5    | 3 | 1 | 1 | 8:5   | 10   |
| 2.     | Viana          | 5    | 3 | 1 | 1 | 5:5   | 10   |
| 3.     | Moto Club      | 5    | 2 | 3 | 0 | 9:6   | 9    |
| 4.     | Sampaio Corrêa | 5    | 2 | 1 | 2 | 11:6  | 7    |
| 5.     | Pindaré        | 5    | 1 | 0 | 4 | 6:11  | 3    |
| 6.     | Americano      | 5    | 1 | 0 | 4 | 2:8   | 3    |

|  | Geplaatst voor finale groep A |

#### Groep B
| Plaats | Club        | Wed. | W | G | V | Saldo | Ptn. |
| ------ | ----------- | ---- | - | - | - | ----- | ---- |
| 1.     | Bacabal     | 5    | 4 | 1 | 0 | 11:4  | 13   |
| 2.     | Caxiense    | 5    | 3 | 1 | 1 | 10:6  | 10   |
| 3.     | Boa Vontade | 5    | 2 | 2 | 1 | 5:5   | 8    |
| 4.     | Ferroviário | 5    | 1 | 2 | 2 | 5:6   | 5    |
| 5.     | Açailandia  | 5    | 1 | 1 | 3 | 6:8   | 4    |
| 6.     | Imperatriz  | 5    | 0 | 1 | 4 | 3:11  | 1    |

|  | Geplaatst voor derde fase |

### Finale groep A
De winnaar krijgt twee bonuspunten voor de derde fase.
|                          |                |       |          |  |
| 14 juni Eerste wedstrijd | Sampaio Corrêa | 0 – 0 | Maranhão |  |
| 14 juni Eerste wedstrijd |                |       |          |  |

|                          |                |       |          |  |
| 17 juni Tweede wedstrijd | Sampaio Corrêa | 1 – 1 | Maranhão |  |
| 17 juni Tweede wedstrijd |                |       |          |  |

|                         |                |       |          |  |
| 23 juni Derde wedstrijd | Sampaio Corrêa | 3 – 0 | Maranhão |  |
| 23 juni Derde wedstrijd |                |       |          |  |

### Derde fase
Moto Club werd als best presterende niet-winnaar nog opgevist voor de derde fase.
| Plaats | Club           | Wed. | W | G | V | Saldo | Ptn. |
| ------ | -------------- | ---- | - | - | - | ----- | ---- |
| 1.     | Sampaio Corrêa | 6    | 2 | 4 | 0 | 8:5   | 12   |
| 2.     | Moto Club      | 6    | 2 | 3 | 1 | 9:7   | 10   |
| 3.     | Maranhão       | 6    | 2 | 3 | 1 | 10:8  | 9    |
| 4.     | Bacabal        | 6    | 0 | 2 | 4 | 3:10  | 2    |

|  | Geplaatst voor finale om de titel |

## Finale
|              |                |       |          |  |
| 19 juli Heen | Sampaio Corrêa | 1 – 2 | Maranhão |  |
| 19 juli Heen |                |       |          |  |

|               |          |       |                |  |
| 22 juli Terug | Maranhão | 2 – 0 | Sampaio Corrêa |  |
| 22 juli Terug |          |       |                |  |

### Kampioen
| Campeonato Maranhense de 1999 |
| Maranhão                      |
| ----------------------------- |
| MARANHÃO Kampioen (12° titel) |